# Élections législatives de 1981 dans les Côtes-du-Nord
Les élections législatives françaises de 1981 dans les Côtes-du-Nord se déroulent les 14 et 21 juin 1981.
Le Parti socialiste réalise le grand chelem et remporte les 5 sièges mis en jeu dans le département : Yves Dollo (Saint-Brieuc), Charles Josselin (Dinan), Didier Chouat (Loudéac - Rostrenen), Maurice Briand (Guingamp) et Pierre Jagoret (Lannion - Paimpol) sont ainsi élus ou réélus.

## Élus
| Circonscription | Député sortant           | Parti | Parti     | Député élu ou réélu | Parti | Parti |
| --------------- | ------------------------ | ----- | --------- | ------------------- | ----- | ----- |
| 1re             | Sébastien Couëpel        |       | UDF (CDS) | Yves Dollo          |       | PS    |
| 2e              | René Benoît              |       | UDF (PR)  | Charles Josselin    |       | PS    |
| 3e              | Marie-Madeleine Dienesch |       | RPR       | Didier Chouat       |       | PS    |
| 4e              | François Leizour         |       | PCF       | Maurice Briand      |       | PS    |
| 5e              | Pierre Jagoret           |       | PS        | Pierre Jagoret      |       | PS    |

## Positionnement des partis
Le Parti socialiste et le Parti communiste français, sous l'appellation « majorité d'union de la gauche », se présentent dans les cinq circonscriptions du département. Les socialistes investissent Yves Dollo, adjoint au maire de Saint-Brieuc et conseiller régional, Charles Josselin, maire de Pleslin-Trigavou et président du conseil général, Didier Chouat, Maurice Briand, adjoint au maire de Guingamp, et le député-maire sortant de Lannion Pierre Jagoret, tandis que les communistes soutiennent Édouard Quemper, adjoint au maire et conseiller général du canton de Saint-Brieuc-Nord, Christiane Nennot, Yvon Renault, conseiller général du canton de Collinée, François Leizour, député-maire sortant de Guingamp, et Jean Le Lagadec.
Réunie dans l'Union pour la nouvelle majorité (UNM), la majorité sortante présente elle aussi des candidats dans l'ensemble des circonscriptions, dont les députés sortants Sébastien Couëpel (UDF-CDS, 1re) et René Benoît (UDF-PR, 2e). Dans la 3e circonscription (Loudéac - Rostrenen), Marie-Madeleine Dienesch ne se représente pas et l'UNM investit le haut fonctionnaire Michel Denieul (RPR) alors que dans les 4e et 5e circonscription, Pierre Pasquiou (UDF-PR), maire de Pabu, et Léon Boutbien (RPR) à Guingamp et Yves Nédélec (RPR) à Lannion, reçoivent l'investiture de la coalition électorale. 
Enfin, le Parti socialiste unifié (PSU) et l'Union démocratique bretonne (UDB) présentent des candidatures communes dans quatre circonscriptions : Jacques Galaup (1re) et Jean Robin (3e) pour le PSU-Bretagne, Patrick de Quelen (4e) et Jean-Jacques Monnier (5e) pour l'UDB. Lutte ouvrière et le Front national sont quant à eux présent dans la circonscription de Saint-Brieuc pour LO et celle de Dinan pour le FN.

## Résultats

### Résultats à l'échelle du département
| Parti          | Parti                              | Premier tour | Premier tour | Second tour | Second tour | Sièges |
| Parti          | Parti                              | Voix         | %            | Voix        | %           | Sièges |
| -------------- | ---------------------------------- | ------------ | ------------ | ----------- | ----------- | ------ |
|                | Parti socialiste                   | 125 856      | 41,38        | 153 337     | 59,14       | 5      |
|                | Parti communiste français          | 50 831       | 16,71        | Retrait     | Retrait     | 0      |
|                | Majorité présidentielle            | 176 687      | 58,09        | 153 337     | 59,14       | 5      |
|                |                                    |              |              |             |             |        |
|                | Union pour la démocratie française | 71 375       | 23,47        | 56 047      | 21,61       | 0      |
|                | Rassemblement pour la République   | 47 766       | 15,70        | 49 906      | 19,25       | 0      |
|                | Union pour la nouvelle majorité    | 119 141      | 39,17        | 105 953     | 40,86       | 0      |
|                |                                    |              |              |             |             |        |
|                | Union démocratique bretonne        | 3 695        | 1,21         |             |             | 0      |
|                | Parti socialiste unifié            | 3 547        | 1,17         | 0           |             |        |
|                | Lutte ouvrière                     | 1 077        | 0,35         | 0           |             |        |
|                | Front national                     | 3            | 0,00         | 0           |             |        |
|                |                                    |              |              |             |             |        |
| Inscrits       | Inscrits                           | 396 393      | 100,00       | 321 772     | 100,00      | 5      |
| Abstentions    | Abstentions                        | 89 291       | 22,53        | 58 779      | 18,27       |        |
| Votants        | Votants                            | 307 102      | 77,47        | 262 993     | 81,73       |        |
| Blancs et nuls | Blancs et nuls                     | 2 952        | 0,96         | 3 703       | 1,41        |        |
| Exprimés       | Exprimés                           | 304 150      | 99,04        | 259 290     | 98,59       |        |

### Résultats par circonscription

#### Première circonscription (Saint-Brieuc)
| Candidat       | Candidat                  | Parti          | Premier tour | Premier tour | Second tour | Second tour |  |
| Candidat       | Candidat                  | Parti          | Voix         | %            | Voix        | %           |  |
| -------------- | ------------------------- | -------------- | ------------ | ------------ | ----------- | ----------- |  |
|                | Sébastien Couëpel sortant | UDF (CDS)      | 33 130       | 41,09        | 37 497      | 43,61       |  |
|                | Yves Dollo élu            | PS             | 29 012       | 35,99        | 48 489      | 56,39       |  |
|                | Édouard Quemper           | PCF            | 15 618       | 19,37        | Retrait     | Retrait     |  |
|                | Jacques Galaup            | PSU            | 1 782        | 2,21         |             |             |  |
|                | Alain Le Fol              | LO             | 1 077        | 1,34         |             |             |  |
|                |                           |                |              |              |             |             |  |
| Inscrits       | Inscrits                  | Inscrits       | 107 783      | 100,00       | 107 655     | 100,00      |  |
| Abstentions    | Abstentions               | Abstentions    | 26 313       | 24,41        | 20 317      | 18,87       |  |
| Votants        | Votants                   | Votants        | 81 470       | 75,59        | 87 338      | 81,13       |  |
| Blancs et nuls | Blancs et nuls            | Blancs et nuls | 851          | 1,04         | 1 352       | 1,55        |  |
| Exprimés       | Exprimés                  | Exprimés       | 80 619       | 98,96        | 85 986      | 98,45       |  |

#### Deuxième circonscription (Dinan)
|                | Charles Josselin élu | PS             | 30 486 | 51,36  |  |  |  |
|                | René Benoît sortant  | UDF (PR)       | 25 202 | 42,46  |  |  |  |
|                | Christiane Nennot    | PCF            | 3 662  | 6,17   |  |  |  |
|                | Pierre Génie         | FN             | 3      | 0,01   |  |  |  |
|                |                      |                |        |        |  |  |  |
| Inscrits       | Inscrits             | Inscrits       | 74 480 | 100,00 |  |  |  |
| Abstentions    | Abstentions          | Abstentions    | 14 517 | 19,49  |  |  |  |
| Votants        | Votants              | Votants        | 59 963 | 80,51  |  |  |  |
| Blancs et nuls | Blancs et nuls       | Blancs et nuls | 610    | 1,02   |  |  |  |
| Exprimés       | Exprimés             | Exprimés       | 59 353 | 98,98  |  |  |  |

#### Troisième circonscription (Loudéac)
| Candidat       | Candidat          | Parti          | Premier tour | Premier tour | Second tour | Second tour |  |
| Candidat       | Candidat          | Parti          | Voix         | %            | Voix        | %           |  |
| -------------- | ----------------- | -------------- | ------------ | ------------ | ----------- | ----------- |  |
|                | Michel Denieul    | RPR (UNM)      | 21 301       | 42,61        | 23 857      | 44,47       |  |
|                | Didier Chouat élu | PS             | 19 041       | 38,09        | 29 782      | 55,53       |  |
|                | Yvon Renault      | PCF            | 7 888        | 15,78        |             |             |  |
|                | Jean Robin        | PSU            | 1 765        | 3,53         |             |             |  |
|                |                   |                |              |              |             |             |  |
| Inscrits       | Inscrits          | Inscrits       | 63 850       | 100,00       | 63 849      | 100,00      |  |
| Abstentions    | Abstentions       | Abstentions    | 13 314       | 20,85        | 9 651       | 15,12       |  |
| Votants        | Votants           | Votants        | 50 536       | 79,15        | 54 198      | 84,88       |  |
| Blancs et nuls | Blancs et nuls    | Blancs et nuls | 541          | 1,07         | 559         | 1,03        |  |
| Exprimés       | Exprimés          | Exprimés       | 49 995       | 98,93        | 53 639      | 98,97       |  |

#### Quatrième circonscription (Guingamp)
| Candidat       | Candidat                 | Parti          | Premier tour | Premier tour | Second tour | Second tour |  |
| Candidat       | Candidat                 | Parti          | Voix         | %            | Voix        | %           |  |
| -------------- | ------------------------ | -------------- | ------------ | ------------ | ----------- | ----------- |  |
|                | Maurice Briand élu       | PS             | 20 769       | 39,65        | 35 779      | 65,86       |  |
|                | François Leizour sortant | PCF            | 13 828       | 26,40        | Retrait     | Retrait     |  |
|                | Pierre Pasquiou          | UDF (PR)       | 13 043       | 24,90        | 18 550      | 34,14       |  |
|                | Léon Boutbien            | RPR (UNM)      | 3 470        | 6,62         |             |             |  |
|                | Patrick de Quelen        | UDB            | 1 268        | 2,42         |             |             |  |
|                |                          |                |              |              |             |             |  |
| Inscrits       | Inscrits                 | Inscrits       | 67 239       | 100,00       | 67 234      | 100,00      |  |
| Abstentions    | Abstentions              | Abstentions    | 14 448       | 21,49        | 11 963      | 17,79       |  |
| Votants        | Votants                  | Votants        | 52 791       | 78,51        | 55 271      | 82,21       |  |
| Blancs et nuls | Blancs et nuls           | Blancs et nuls | 413          | 0,78         | 942         | 1,7         |  |
| Exprimés       | Exprimés                 | Exprimés       | 52 378       | 99,22        | 54 329      | 98,3        |  |

#### Cinquième circonscription (Lannion)
| Candidat       | Candidat                     | Parti          | Premier tour | Premier tour | Second tour | Second tour |  |
| Candidat       | Candidat                     | Parti          | Voix         | %            | Voix        | %           |  |
| -------------- | ---------------------------- | -------------- | ------------ | ------------ | ----------- | ----------- |  |
|                | Pierre Jagoret sortant réélu | PS             | 26 548       | 42,95        | 39 287      | 60,13       |  |
|                | Yves Nédélec                 | RPR (UNM)      | 22 995       | 37,20        | 26 049      | 39,87       |  |
|                | Jean Le Lagadec              | PCF            | 9 835        | 15,91        |             |             |  |
|                | Jean-Jacques Monnier         | UDB            | 2 427        | 3,93         |             |             |  |
|                |                              |                |              |              |             |             |  |
| Inscrits       | Inscrits                     | Inscrits       | 83 041       | 100,00       | 83 034      | 100,00      |  |
| Abstentions    | Abstentions                  | Abstentions    | 20 699       | 24,93        | 16 843      | 20,28       |  |
| Votants        | Votants                      | Votants        | 62 342       | 75,07        | 66 191      | 79,72       |  |
| Blancs et nuls | Blancs et nuls               | Blancs et nuls | 537          | 0,86         | 855         | 1,29        |  |
| Exprimés       | Exprimés                     | Exprimés       | 61 805       | 99,14        | 65 336      | 98,71       |  |

## Rappel des résultats départementaux des élections de 1978

### Élus en 1978
| Circ.                  | Élu(e) | Élu(e)  | Élu(e)                     | Élu(e)     | Élu(e)     | Battu(e) (seconde place) | Battu(e) (seconde place) | Battu(e) (seconde place) | Battu(e) (seconde place) | Battu(e) (seconde place) |
| Circ.                  | Parti  | Parti   | Nom                        | % Exprimés | % Exprimés | Parti                    | Parti                    | Nom                      | % Exprimés               | % Exprimés               |
| Circ.                  | Parti  | Parti   | Nom                        | 1er tour   | 2e tour    | Parti                    | Parti                    | Nom                      | 1er tour                 | 2e tour                  |
| ---------------------- | ------ | ------- | -------------------------- | ---------- | ---------- | ------------------------ | ------------------------ | ------------------------ | ------------------------ | ------------------------ |
| 1re                    |        | UDF-CDS | Sébastien Couëpel          | 25,81      | 52,28      |                          | PCF                      | Édouard Quemper          | 25,35                    | 47,72                    |
| 2e                     |        | UDF-PR  | René Benoît                | 39,49      | 50,58      |                          | PS                       | Charles Josselin *       | 38,12                    | 49,42                    |
| 3e                     |        | RPR     | Marie-Madeleine Dienesch * | 49,21      | 52,00      |                          | PS                       | Didier Chouat            | 22,53                    | 48,00                    |
| 4e                     |        | PCF     | François Leizour           | 29,36      | 51,01      |                          | UDF-CDS                  | Édouard Ollivro *        | 33,87                    | 48,99                    |
| 5e                     |        | PS      | Pierre Jagoret             | 25,46      | 52,32      |                          | UDF-CDS                  | Yvon Bonnot              | 24,18                    | 47,68                    |
| * Député(e) sortant(e) |        |         |                            |            |            |                          |                          |                          |                          |                          |

#### Remarques
1re circonscription : arrivé troisième, Yves Dollo (PS) se désiste en faveur du communiste Édouard Quemper.
2e circonscription : la candidate du PCF Christiane Nennot retire sa candidature et soutient le député sortant socialiste Charles Josselin.
3e circonscription : le communiste Yvon Renault, en troisième position au premier tour, se retire.
4e circonscription : Maurice Briand, candidat socialiste, se désiste au profit de François Leizour (PCF).
5e circonscription : Jean Le Lagadec, candidat du Parti communiste, se retire.